# Bathypterois grallator
El pez trípode (Bathypterois grallator) es una especie de pez batipelágico (de aguas profundas) llamado así por las grandes extensiones de sus aletas pélvicas y caudal inferior, sobre las que se apoya en el fondo del mar. El pez trípode está estrechamente relacionado con el Bathypterois longifilis, que es similar en aspecto y hábitos, pero más pequeño y con unas extensiones de las aletas mucho más cortas; a menudo, individuos de las dos especies se encuentran muy cerca en el suelo marino.
El pez trípode pasa gran parte de su vida adulta apoyado con sus aletas en el fondo del océano. Para cazar, el pez se sitúa de cara a la corriente dominante y extiende sus largas aletas pectorales en la corriente. A continuación, espera a los pequeños crustáceos de los que se alimenta para golpearlos con las aletas. Los peces agarran a su presa con las aletas pectorales y las dirige hacia su boca. Alcanza una longitud de aproximadamente 35 centímetros.
Las extensiones de las aletas pélvicas y caudales son lo suficientemente rígidas como para que los peces se apoyen sobre ellas durante (en principio) largos periodos de tiempo. Sin embargo, los investigadores de las profundidades marinas han logrado sorprender al pez lo suficiente como para verlo nadar; cuando nada, las extensiones parecen ser bastante flexibles.

## Distribución
La distribución del B. grallator incluye:
- Atlántico oriental: registros dispersos en el Mediterráneo, a poca distancia de Cabo Blanco (Mauritania), Azores, Golfo de Guinea y a poca distancia de la costa de África ecuatorial.
- Atlántico occidental: desde EE. UU. hasta el Golfo de México, incluyendo el Mar Caribe.
- Océano Índico occidental: en el Canal de Mozambique.
- Otros lugares: la zona occidental del Pacífico ecuatorial y el Pacífico oriental.
- Argentina